# Haltepunkt München-Berg am Laim

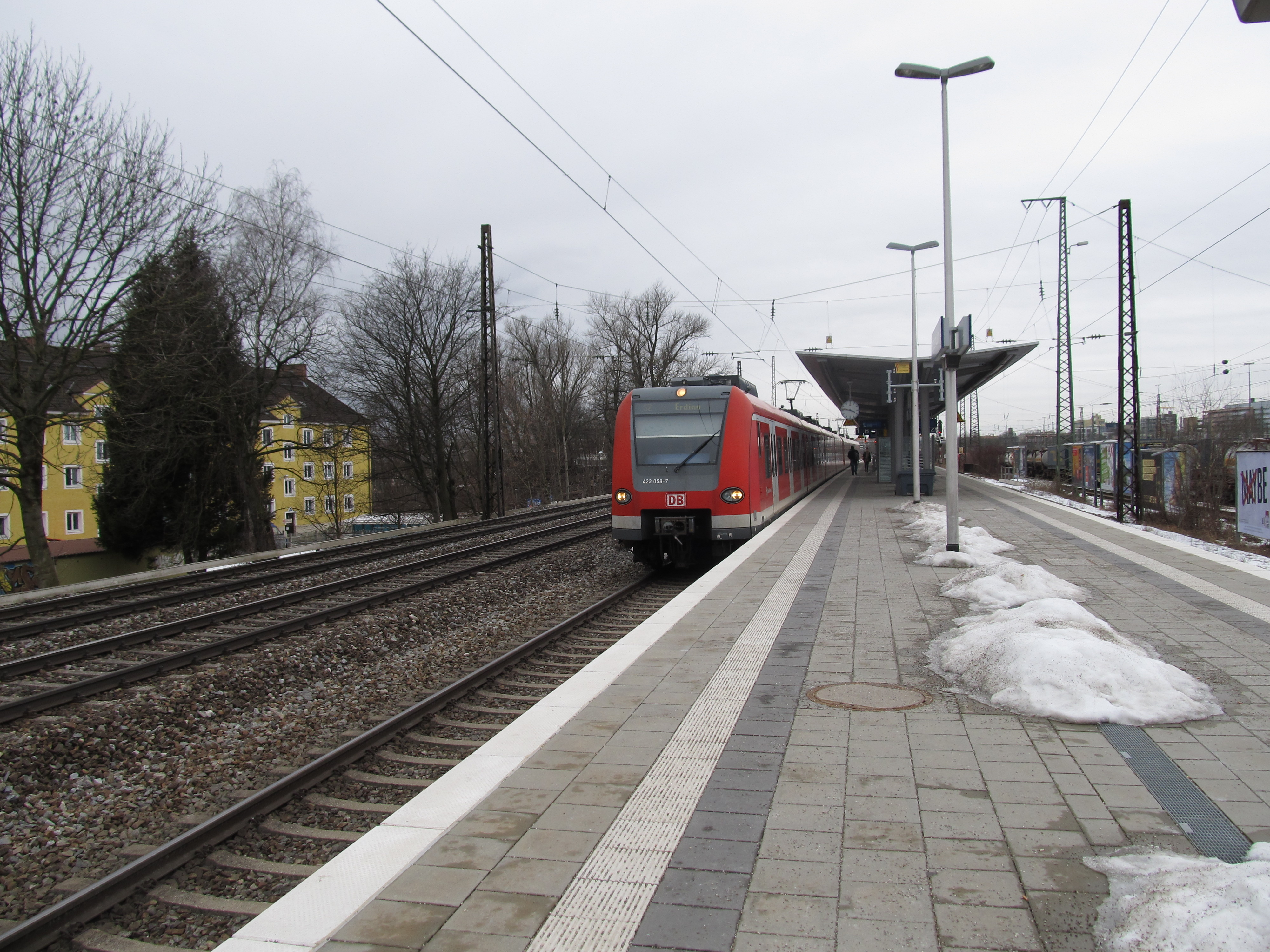
S-Bahn der Linie 2 nach Erding

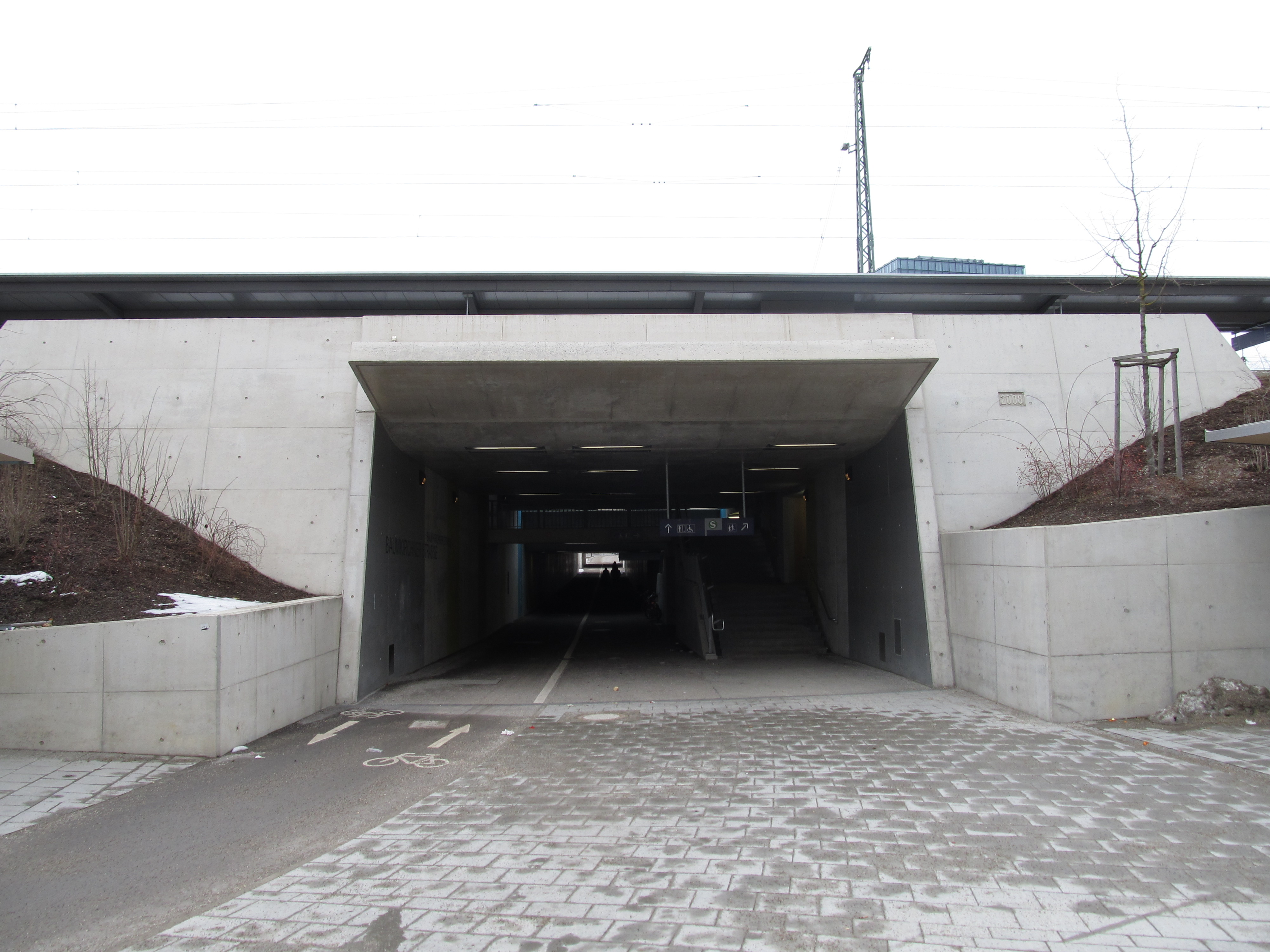
Unterführung

Der Haltepunkt München-Berg am Laim ist eine Betriebsstelle der Bahnstrecke München–Simbach im Stadtbezirk Berg am Laim der bayerischen Landeshauptstadt München. Den ersten Haltepunkt in Berg am Laim richteten die Königlich Bayerischen Staatseisenbahnen 1897 an der Bahnstrecke München–Rosenheim ein. Der heutige Haltepunkt besteht seit 1916 und grenzt südlich an den Rangierbahnhof München Ost. Seit 1972 ist er eine Station der S-Bahn München.

## Geschichte
Bei der Eröffnung der Bahnstrecke München–Rosenheim 1871 war in der Gemeinde Berg am Laim noch keine Station vorhanden. Auf Initiative der Anliegergemeinden richteten die Königlich Bayerischen Staatseisenbahnen 1897 einen Vorortverkehr mit mehreren neuen Haltepunkten ein. Am 1. Mai 1897 nahmen sie am Schrankenposten 3 der Strecke den Haltepunkt Berg am Laim in Betrieb. Er befand sich im Zentrum von Baumkirchen, 50 Meter nördlich der Kirche St. Stephan, und erschloss die Ortschaften Echarding, Ramersdorf, Josephsburg und Berg am Laim.
Während der Errichtung des Rangierbahnhofs München Ost verlegten die Bayerischen Staatseisenbahnen die Bahnstrecke München–Rosenheim im Bereich des Haltepunkts um etwa 200 Meter nach Norden direkt an das Rangierbahnhofsgelände und die Bahnstrecke München–Simbach. Im Zuge der Verlegung wurde der Haltepunkt Berg am Laim am 1. Mai 1915 aufgelassen. Erst ein Jahr später, am 1. Mai 1916, nahmen die Bayerischen Staatseisenbahnen an den Gleisen der Bahnstrecke München–Simbach wieder einen Haltepunkt Berg am Laim in Betrieb. Der neue Haltepunkt war mit einem Mittelbahnsteig ausgestattet und war über einen Treppenaufgang von der Unterführung der Truderinger Straße unter dem Rangierbahnhof aus zu erreichen. Am 1. Oktober 1938 erhielt die Station Berg am Laim den Namen München-Berg am Laim.
Als Vorbereitung für die S-Bahn München richtete die Deutsche Bundesbahn am 1. April 1970 östlich des Haltepunkts an der Bahnstrecke München–Simbach die neue Abzweigstelle Baumkirchen (später München-Berg am Laim Abzw) ein und nahm eine Verbindungsstrecke von der Abzweigstelle zum Bahnhof München-Trudering in Betrieb. Dadurch konnte der Haltepunkt Berg am Laim nun auch wieder von Zügen der Bahnstrecke München–Rosenheim bedient werden. Zudem erhielt der Haltepunkt für den S-Bahn-Betrieb einen neuen Mittelbahnsteig mit einer Höhe von 76 cm. Am 28. Mai 1972 nahm die S-Bahn München den Betrieb auf und der Haltepunkt wurde fortan nur noch von S-Bahn-Zügen bedient. Bis zur Verlegung der Bahnstrecke München–Simbach auf das Gelände des Rangierbahnhofs im Dezember 2003 durchfuhren noch die Regionalzüge in und aus Richtung Mühldorf den Haltepunkt ohne Halt.
2008 baute die Deutsche Bahn den Haltepunkt barrierefrei aus. Dabei wurde der Bahnsteig auf 96 cm erhöht und mit einer Aufzugsanlage ausgestattet. Mit dem Ausbau entstand als Zugang zur S-Bahn eine eigene Fußgängerunterführung. Der direkte Zugang zum Bahnsteig vom Straßentunnel der Truderinger Straße aus wurde aufgelöst und zugemauert.

## Infrastruktur
Der Haltepunkt hat zwei Bahnsteiggleise an einem Mittelbahnsteig, der seit dem Jahr 2008 barrierefrei ausgebaut ist. Der Bahnsteig ist über eine Fußgängerunterführung erreichbar, ist überdacht und verfügt über digitale Zugzielanzeiger.
| Gleis | Nutzbare Länge | Bahnsteighöhe | Nutzung                                   |
| ----- | -------------- | ------------- | ----------------------------------------- |
| 1     | 211 m          | 96 cm         | S-Bahnen in Richtung Erding und Ebersberg |
| 2     | 211 m          | 96 cm         | S-Bahnen in Richtung Stadtmitte           |

## Verkehr
Der Haltepunkt befindet sich im Verbundbereich des Münchner Verkehrs- und Tarifverbunds (MVV) und wird im 20-Minuten-Takt von den Linien S 2, S 4 und S 6 der S-Bahn München bedient. Ein Halt der derzeit auf nördlicheren Gleisen vorbeifahrenden Linie S 8 am Haltepunkt Berg am Laim wird von Lokalpolitikern gefordert.
| Linie | Verlauf | Taktfrequenz    |
| ----- | --- | --------------- |
| S2    | Petershausen – Vierkirchen-Esterhofen – Röhrmoos – Hebertshausen – Dachau / Altomünster – Kleinberghofen – Erdweg – Arnbach – Markt Indersdorf – Niederroth – Schwabhausen – Bachern – Dachau Stadt – Dachau – Karlsfeld – Allach – Untermenzing – Obermenzing – Laim – Hirschgarten – Donnersbergerbrücke – Hackerbrücke – Hauptbahnhof – Karlsplatz (Stachus) – Marienplatz – Isartor – Rosenheimer Platz – Ostbahnhof – Leuchtenbergring – Berg am Laim – Riem – Feldkirchen – Heimstetten – Grub – Poing – Markt Schwaben – Ottenhofen – St. Koloman – Aufhausen – Altenerding – Erding | 20-Minuten-Takt |
| S4    | Geltendorf – Türkenfeld – Grafrath – Schöngeising – Buchenau – Fürstenfeldbruck – Eichenau – Puchheim – Aubing – Leienfelsstraße – Pasing – Laim – Hirschgarten – Donnersbergerbrücke – Hackerbrücke – Hauptbahnhof – Karlsplatz (Stachus) – Marienplatz – Isartor – Rosenheimer Platz – Ostbahnhof – Leuchtenbergring – Berg am Laim – Trudering (– Gronsdorf – Haar – Vaterstetten – Baldham – Zorneding – Eglharting – Kirchseeon – Grafing Bahnhof – Grafing Stadt – Ebersberg) | 20-Minuten-Takt |
| S6    | Tutzing – Feldafing – Possenhofen – Starnberg – Starnberg Nord – Gauting – Stockdorf – Planegg – Gräfelfing – Lochham – Westkreuz – Pasing – Laim – Hirschgarten – Donnersbergerbrücke – Hackerbrücke – Hauptbahnhof – Karlsplatz (Stachus) – Marienplatz – Isartor – Rosenheimer Platz – Ostbahnhof – Leuchtenbergring – Berg am Laim – Trudering – Gronsdorf – Haar – Vaterstetten – Baldham – Zorneding – Eglharting – Kirchseeon – Grafing Bahnhof – Grafing Stadt – Ebersberg | 20-Minuten-Takt |

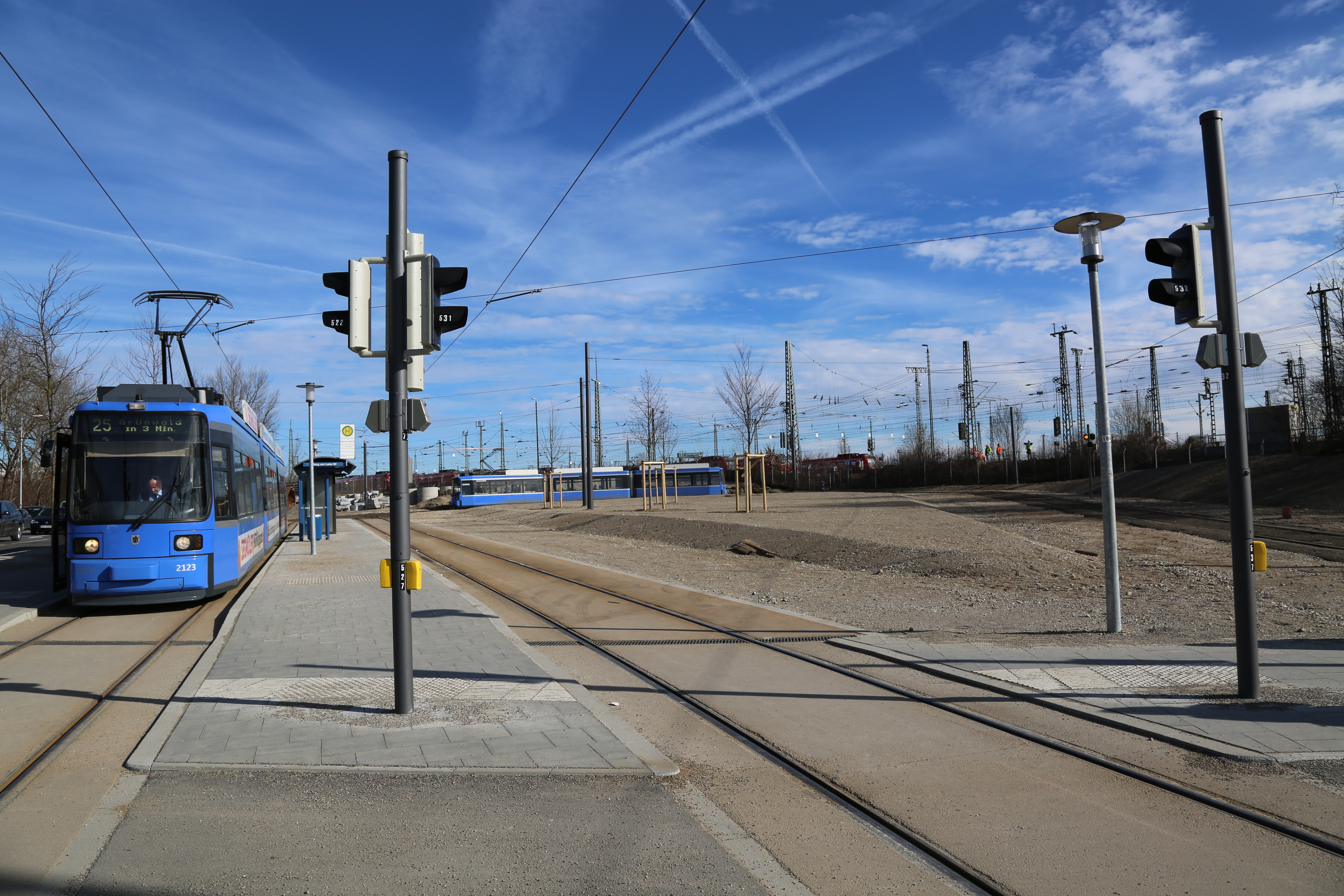
Tram 25 an der Haltestelle Berg am Laim Bf.

Südlich des Haltepunkts befindet sich die Bushaltestelle Berg am Laim Bf. (Süd). Im Norden befindet sich die Straßenbahn- und Bushaltestelle Berg am Laim Bf. An beiden Haltestellen halten seit Dezember 2016 die Buslinien 185, 187, 190 und 191 der Münchner Verkehrsgesellschaft (MVG). Die Linienführungen standen in der Bevölkerung, im Bezirksausschuss Bogenhausen und in der Presse unter Kritik. Zwischen Februar und Dezember 2016 entstand eine neue Straßenbahnstrecke zum Haltepunkt Berg am Laim. Ab dem Fahrplanwechsel am 11. Dezember 2016 endete auf einer Wendeschleife nördlich der Bahngleise die Straßenbahnlinie 25. Infolge der Proteste verkehrt seit dem 7. Mai 2018 anstelle der Linie 25 die Linie 19 nach Berg am Laim, wodurch zusätzlich zu den S-Bahnen eine weitere Verbindung zum Stadtzentrum besteht. Östlich der Tramwendeschleife wurde darüber hinaus eine Wendeschleife für Linienbusse eingerichtet.